# Hóráskönyv

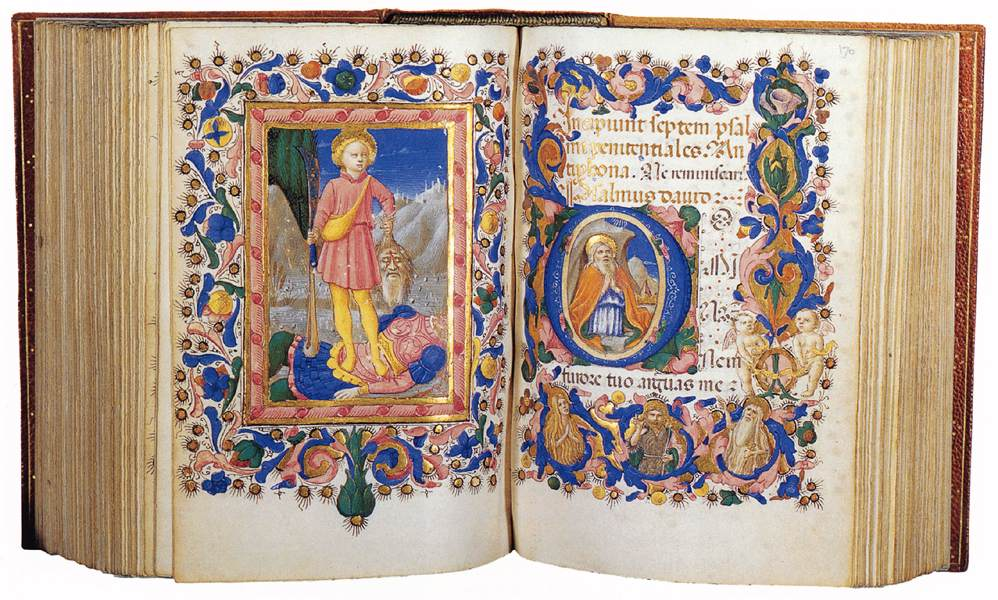
Dávid Góliát fejével, illusztráció a Hóráskönyvből

A hóráskönyv középkorra visszavezethető imakönyv. A hóra = óra kifejezés a kánoni órákra vonatkoztatható, amikor is naponta hét alkalommal dicsérik az urat. A késő középkor legkedveltebb imádságos könyve. Tartalmát tekintve többnyire a legnépszerűbb szentek, evangéliumi részletek (Mária-történetek) szerepelnek benne. Gazdagon díszített imádságos könyv, mely az őt megfizetni tudó arisztokrácia számára készült. Lapjain ún. droleriek, azaz kis képek, mulattató ábrák (pl. furulyás majom) is találhatóak, melyek azonban a szöveghez nem kapcsolódnak, céljuk kizárólag esztétikai-szórakoztató jellegű.

## Hasonmás kiadásban Magyarországon megjelent hóráskönyvek
- A Pannonhalmi hóráskönyv, 1-2.; szerk. Katona Tamás; hasonmás kiad.; Európa–Helikon, Bp., 1983
  - 1. A Pannonhalmi Főapátsági Könyvtárban őrzött kódex hasonmása
  - 2. Horae Beatae Mariae Virginis; Szabó Flóris, Soltész Zoltánné: Két tanulmány a Pannonhalmi Főapátsági Könyvtárban őrzött kódex hasonmás kiadásához
- A párizsi hóráskönyv; sajtó alá rend. Szántó Tibor, tan. Csapodi Csaba; hasonmás kiad.; Helikon, Bp., 1985
- A flamand hóráskönyv; tan. Wehli Tünde; hasonmás kiad.; Helikon, Bp., 1986